# Kil (comuna)
Kil (em sueco: Kil kommun) é uma comuna da Suécia localizada no condado de Varmlândia. Sua capital é a cidade de Kil. Possui 360 quilômetros quadrados e segundo censo de 2018, havia 11 962 habitantes.